# Космотранс
Космотранс — российское государственное предприятие, обслуживающее железнодорожную инфраструктуру космодрома «Байконур». Является филиалом ФГУП «ЦЭНКИ». Штаб-квартира компании расположена в городе Байконур.

## История
Компания создана приказом Генерального директора Российского космического агентства № 113 от 1 августа 1996 года.
ГУП «НПФ «Космотранс» включено в состав предприятий Российского космического агентства по Указу Президента Российской Федерации от 20 января 1998 года № 54 «О реализации государственной политики в области ракетно-космической промышленности» и Постановлению Правительства Российской Федерации от 12 мая 1998 года № 440.
Ранее носила полное наименование Федеральное государственное унитарное предприятие "Научно-производственная фирма «Космотранс».
В 2011 году вошла в состав ФГУП «ЦЭНКИ».

## Собственники и руководство
Государственная корпорация «Роскосмос» в лице ФГУП «ЦЭНКИ».

## Деятельность
Осуществляет централизованные грузовые перевозки изделий ракетно-космической отрасли от заводов-изготовителей до пусковых площадок космодрома Байконур, а также пассажирские перевозки персонала космодрома.